# Humanos
Pour les articles homonymes, voir Humano.
Humanos est un groupe de rock indépendant portugais, originaire de Lisbonne. Il est formé en 2004 par des artistes de la nouvelle scène portugaise comme David Fonseca ou encore Manuela Azevedo. Leurs chansons sont des reprises d'Antonio Variações, l'emblématique chanteur portugais des années 1980. Le groupe ne dure que deux ans et se sépare en 2006.

## Biographie
Durant soin existence, le groupe comprend Camané, David Fonseca, Manuela Azevedo et Hélder Gonçalves du groupe (Clã), Nuno Rafael, João Cardoso (Bunnyranch) et de Sérgio Nascimento. Le chant est occupé par Manuela Azevedo, Camané et David Fonseca. Les membres restants s'occupent des instruments. Manuela Azevedo et Helder Gonçalves appartiennent à Clã, un groupe portugais de pop rock.
Le groupe attire l'intérêt de la major EMI, à laquelle il signe. Leur premier album, l'homonyme Humanos, est publié la même année que leur formation. L'album atteint la 81e place des classements portugais. Il est certifié quintuple disque de platine notamment grâce aux tubes Maria Albertina, Quero e viver et Muda de vida qui se sont tous classés No 1 au Top 50 portugais,,.
Le groupe effectue deux concerts au Super Bock Super Rock et au Festival Sudoeste. Le 4 décembre 2006, le projet est abandonné après un album, et un DVD intitulé Humanos ao vivo publié en 2006.

## Membres
- David Fonseca - voix
- Manuela Azevedo - voix
- Camané - voix, guitare
- Sérgio Godinho - basse
- Helder Gonçalves - batterie
- Nuno Rafael - claviers
- João Cardoso - guitare

## Discographie
- 2004 : Humanos
- 2006 : Humanos ao vivo (album live)